# Trox sonorae
Trox sonorae är en skalbaggsart som beskrevs av Leconte 1854. Trox sonorae ingår i släktet Trox och familjen knotbaggar. Inga underarter finns listade i Catalogue of Life.

## Bildgalleri

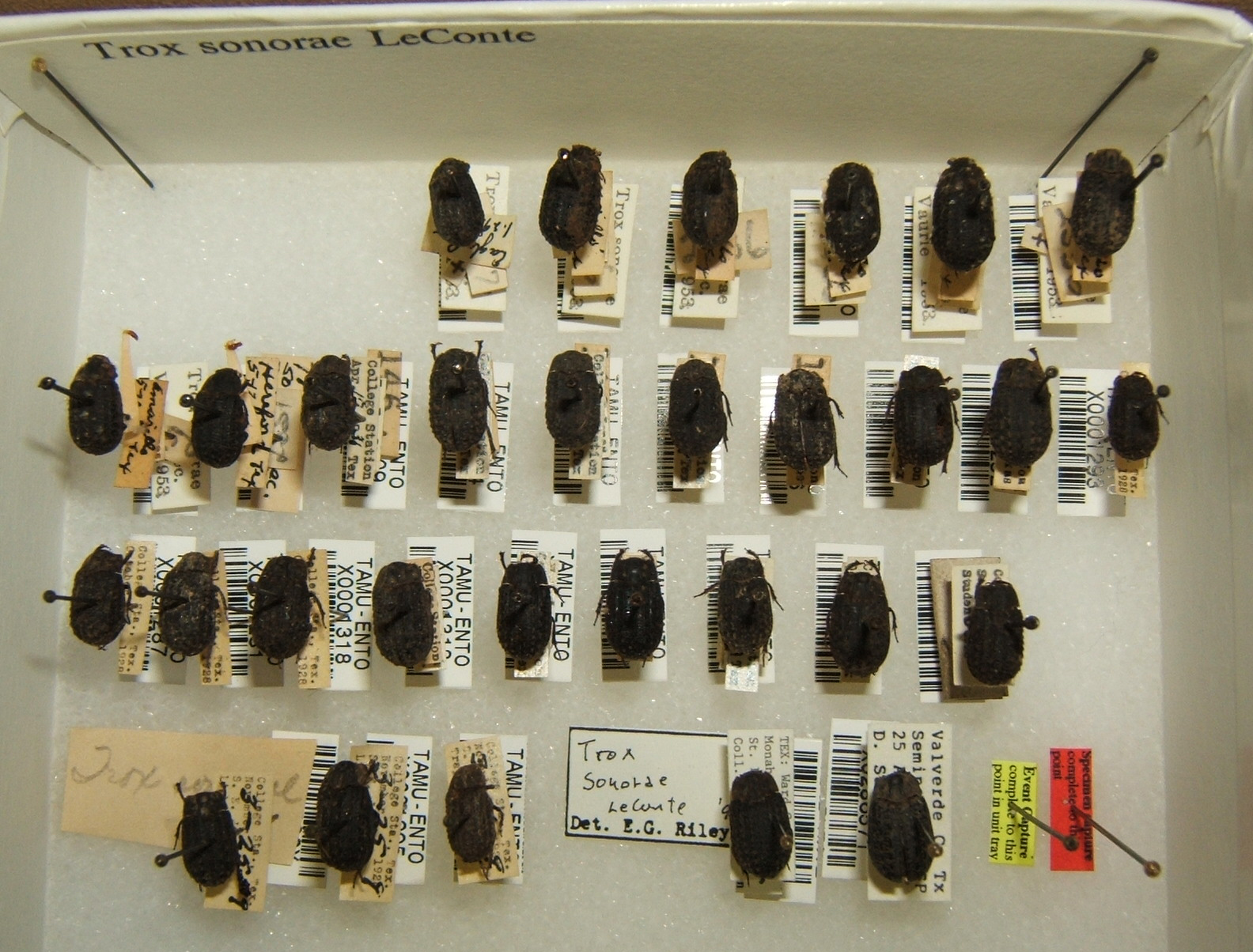